# Robert Chamalaun
Robert Johannes Petrus Maria (Robert) Chamalaun (Roosendaal en Nispen, 21 juni 1980) is een Nederlandse taalwetenschapper, gespecialiseerd in het Nederlandse spelling-onderwijs. Hij wordt beschouwd als het boegbeeld van het leraarschap Nederlands en is geregeld door media gevraagd zijn visie te delen over het Nederlandse taalonderwijs.

## Loopbaan

### Opleiding
Chamalaun ging naar het voormalige Gertrudislyceum in Roosendaal welke hij in 1997 afrondde. Hij deed een opleiding toegepaste wetenschappen aan de Fontys Hogeschool te Tilburg, hetgeen hij vervolgde met een studie aan de universiteit van Tilburg. Daar behaalde hij in 2003 zijn doctoraaldiploma Communicatie- en informatiewetenschappen.
Hij keerde terug naar de Fontys Hogeschool voor een opleiding tot docent Nederlands, welke hij in 2009 met een mastersdiploma afrondde.

### Carrière
Sinds 2005 is Chamalaun docent Nederlands aan verschillende middelbare scholen, zoals aan de Gymnasium Bernrode in Heeswijk-Dinther, het Jacob Roelandslyceum in Boxtel, en het Udens College.
Aan het departement Taal en communicatie van de Radboud Universiteit deed Chamuleau onderzoek naar spellingonderwijs. In 2014 ontving hij van de NWO een beurs voor zijn onderzoek "Waarom gezoete broodjes en vergrote foto's zo moeilijk te spellen zijn" en hij promoveerde hiermee in 2023 op het proefschrift The underestimated role of grammar in processing homophonous verb forms: the case of Dutch, een onderzoek naar werkwoordspelling.
Chamalaun doet tevens onderzoek naar werkwoordspelling aan het Max Planck Instituut voor psycholinguïstiek en is vakdidactisch onderzoeker NWO bij de Pedagogische Wetenschappen van Primair Onderwijs aan de Radboud Universiteit te Nijmegen.

## Nevenfunctie
- 2020–: voorzitter van Levende Talen Nederlands, de beroepsvereniging voor leraren Nederlands.[8][3]

## Publicaties
Chamalaun heeft onder meer gepubliceerd in Levende Talen Magazine en Neerlandistiek.nl.
- 2014: Een nieuwe didactiek in droom en daad. Hoe kun je het vak Nederlands geven aan wisselende groepsgroottes?, Levende Talen Magazine, nr. 4 (2014). pp.  24-28.
- 2018: i.s.m. Schmitz, T.P.A., Ernestus, M.T.C. The Dutch verb-spelling paradox in social media. A corpus study. Linguistics in the Netherlands, 35, 111-124.
- 2019: Het onderwijzen van werkwoordspelling: de rol van grammatica, (paper), 33ste Conferentie Onderwijs Nederlands, pp.40-44
- 2021: i.s.m. R.J.P.M., Bosman, A.M.T. & Ernestus, M.T.C.  The role of grammar in spelling homophonous regular verbs. Written Language and Literacy, 24 (1), pp. 38-80.
- 2022: i.s.m. Bosman, A.M.T. & Ernestus, M.T.C. Teaching verb spelling through explicit direct instruction. L1 Educational Studies in Language and Literature, nr. 22 (1), 1-29.
- 2023: The underestimated role of grammar in processing homophonous verb forms. The case of Dutch, proefschrift
- 2024: i.s.m. Esther Hanssen Spelling en didactiek voor het vo en mbo.